# Passepartout (groupe)
Pour les articles homonymes, voir Passepartout.
Passepartout est un groupe espagnol de pop, originaire d'Azkoitia, Guipuscoa, au Pays basque espagnol, actif entre 2015 et 2019.

## Histoire
Le groupe est formé par cinq personnes qui se sont réunies autour de la musique à Azkoitia. Xabi et Tomas jouaient auparavant dans le groupe local Moonlight. Ils se consacrent à la musique expérimentale et sortent même leur album de cinq chansons Passepartout en ligne sans aucun support physique. En 2017, ils remportent le prix du public au concours de démos Gaztea (Gaztea maketa lehiaketa).
En 2019, les mêmes membres forment un nouveau groupe, le groupe Bulego, dans le but de changer de style musical.

## Membres
- Xabi - batterie
- Tomas Lizarazu - guitare
- Itzi - claviers
- Jontxu - basse
- Ruben - guitare

## Discographie
- 2016 : Passepartout[4]
- 2018 : Sinergia[5]